# Xiphocolaptes falcirostris
El trepatroncos bigotudo (Xiphocolaptes falcirostris) es una especie de ave paseriforme de la familia Furnariidae, subfamilia Dendrocolaptinae, perteneciente al género Xiphocolaptes. Es endémica del noreste y este de Brasil.

## Distribución y hábitat
Se distribuye de forma fragmentada por el interior del noreste y este de Brasil, desde Maranhão hasta Minas Gerais.

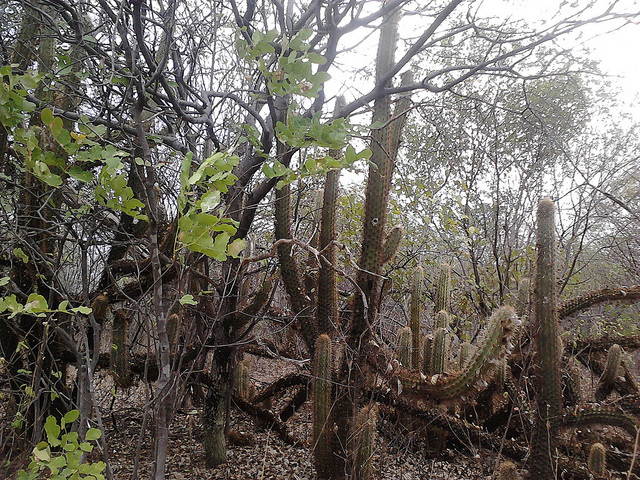
Bosque seco de caatinga, ejemplo de hábitat de la especie.

Esta especie es considerada poco común en sus hábitats naturales: los bosques secos y caducifolios de la caatinga y del cerrado, bosques en galería y los palmerales de Maranhão, hasta los 800 metros de altitud.

## Estado de conservación
El trepatroncos bigotudo ha sido calificado como vulnerable por la Unión Internacional para la Conservación de la Naturaleza (IUCN) debido a que su pequeña población, severamente fragmentada y estimada entre 2500 y 10 000 individuos maduros, se encuentra en rápida decadencia como resultado de la amplia y continua destrucción de los bosques secos del interior de Brasil.

## Sistemática

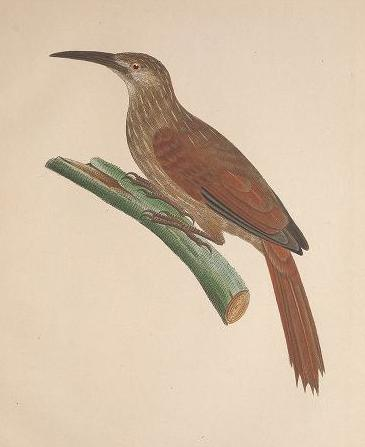
Dendrocolaptes falcirostris = Xiphocolaptes falcirostris, ilustración de Matthias Schmidt en Spix Avium Species Novae, 1824.

### Descripción original
La especie X. falcirostris fue descrita por primera vez por el naturalista alemán Johann Baptist von Spix en 1824 bajo el nombre científico Dendrocolaptes falcirostris; sin localidad tipo definida, se asume: «Oeiras, Piauí, Brasil».

### Etimología
El nombre genérico masculino «Xiphocolaptes» se compone de las palabras del griego «ξιφος xiphos»: espada, y «κολαπτης kolaptēs»:  picoteador», en referencia al género Colaptes;  y el nombre de la especie «falcirostris», se compone de las palabras del latín «falx, falcis»: hoz  y «rostris»: pico; significando «con pico en forma de hoz».

### Taxonomía
Algunos autores consideran que la subespecie franciscanus es una especie separada y  otros que es una subespecie de Xiphocolaptes albicollis,  pero puede no ser un taxón válido ya que es vocalmente similar a la nominal; otros autores colocan a la subespecie X. albicollis villanovae en la presente.

### Subespecies
Según las clasificaciones del Congreso Ornitológico Internacional (IOC) y Clements Checklist/eBird v.2019 se reconocen dos subespecies, con su correspondiente distribución geográfica:
- Xiphocolaptes falcirostris falcirostris (Spix, 1824) – noreste de Brasil localmente desde el este de Maranhão, Piauí y Ceará hacia el este hasta el oeste de Paraíba y centro de Pernambuco, hacia el sur hasta el noroeste de Bahía.
- Xiphocolaptes falcirostris franciscanus Snethlage, 1927 – este de Brasil, al oeste del río São Francisco, en el oeste de Bahía y norte y noroeste de Minas Gerais.